# 1836

## Геополітична ситуація
У Росії править імператор Микола I (до 1855). Російській імперії належить більша частина України, значна частина Польщі, Грузія, Закавказзя, Фінляндія, Аляска. Україну розділено між двома державами — Королівство Галичини та Володимирії належить Австрії, Правобережжя, Лівобережжя та Крим — Російській імперії.
В Османській імперії править султан Махмуд II (до 1839). Під владою османів перебувають Близький Схід та Єгипет, Середземноморське узбережжя Північної Африки, Болгарія. Васалами османів є Сербія, Боснія, Волощина та Молдова.
Австрійську імперію очолив Фердинанд I (до 1848). Вона охоплює, крім власне австрійських земель, Угорщину з Хорватією, Трансильванію, Богемію, Північну Італію. Король Пруссії — Фрідріх-Вільгельм III (до 1840). Баварське королівство очолює Людвіг I (до 1848). Австрія, Пруссія, Баварія та інші німецькомовні держави об'єднані в Німецький союз.
У Франції королює Луї-Філіпп I (до 1848). Франція має колонії в Карибському басейні, Південній Америці та Індії. На троні Іспанії сидить Ізабелла II (до 1868). Королівству Іспанія належать частина островів Карибського басейну, Філіппіни. Королева Португалії — Марія II (до 1853). Португалія має володіння в Африці, Індії, Індійському океані й Індонезії.
У Великій Британії править король Вільгельм IV (до 1837). Британія має колонії в Північній Америці, на Карибах та в Індії. Королівство Нідерланди очолює Віллем I (до 1840). Король Данії та Норвегії — Фредерік VII (до 1863), на шведському троні сидить Карл XIV Юхан Бернадот (до 1844). Італія розділена між Австрією та Королівством Обох Сицилій. Існує Папська держава з центром у Римі.
У Латинській Америці існують незалежні Об'єднані провінції Ріо-де-ла-Плати, Уругвай, Колумбія, Венесуела, Еквадор, Мексика, Центральноамериканська федерація, Болівія. У Бразильській імперії формально очолює малолітній Педру II (до 1889). Посаду президента США обіймає Ендрю Джексон. Територія на півночі північноамериканського континенту належить Великій Британії, вона розділена на Нижню Канаду та Верхню Канаду, територія на півдні та заході континенту належить Мексиці.
В Ірані при владі Каджари. Британська Ост-Індійська компанія захопила контроль майже над усім Індостаном. У Пенджабі існує Сикхська держава. У Бірмі править династія Конбаун, у В'єтнамі — династія Нгуєн. У Китаї володарює Династія Цін. У Японії триває період Едо.

## Події

### В Україні
- В Одесі побудовано Сабанєїв міст.

### У світі
- Війна за незалежність Техасу:
  - 23 лютого почався, а 6 березня поразкою американських переселенців закінчився захист місії Аламо.
  - 2 березня у містечку Вашингтон-на-Бразосі на з'їзді американців Техасу було проголошено незалежність від Мексики.
  - 17 березня утверджено Конституцію Техасу, яка базувалася на Конституції США.
  - 21 квітня Мексиканські урядові війська зазнали важкої поразки в битві при Сан-Хакінто.
  - 14 травня підписано Веласкські договори, які мексиканська сторона ніколи не ратифікувала.
  - 5 вересня першим президентом Республіки Техас обрано Сема Г'юстона.
- 15 червня Арканзас увійшов до США 25-тим штатом.
- 27 липня засновано місто Аделаїда в Австралії.
- 11 вересня проголошено Ріограндійську республіку, що відкололася від Бразилії.
- 7 грудня Мартін ван Бюрен переміг Вільяма Генрі Гаррісона на президентських виборах у США.
- 28 грудня Іспанія визнала незалежність Мексики.

### У науці
- Теодор Шванн відкрив пепсин — перший тваринний ензим.
- Семюел Кольт отримав патент на револьвер.
- Едмунд Деві відкрив ацетилен.

### У мистецтві
- Почалася публікація місячними випусками «Посмертних записок Піквікського клубу» Чарлза Діккенса.
- Відбулася прем'єра п'єси Гоголя «Ревізор».
- Відбулася прем'єра опери Джакомо Меєрбера «Гугеноти».

## Народились
Дивись також Категорія:Народились 1836
- 27 січня — Захер-Мазох Леопольд фон австрійський письменник, автор еротичних та народознавчих романів (пом. 1895).
- 5 травня — Воробкевич Сидір, український письменник, композитор, диригент (пом. 1903).
- 14 травня — Стейніц Вільгельм, німецький шахіст, перший чемпіон світу з шахів.
- 17 травня — Джозеф Норман Лок'єр, англійський астрофізик, який відкрив гелій на Сонці

## Померли
Дивись також Категорія:Померли 1836